# 1236. grenadirski polk (Wehrmacht)
1235. grenadirski polk (izvirno nemško 1235. Grenadier-Regiment; kratica 1235. GR) je bil pehotni polk Heera v času druge svetovne vojne.

## Zgodovina
Polk je bil ustanovljen 6. februarja 1945 iz šolskih enot za obrambo Küstrina.